# Mumbo Jumbo (cómic)
Mumbo Jumbo (también conocido como El Increíble Mumbo o simplemente Mumbo) (pronunciado "Mambo Yambo") es un personaje ficticio del Universo DC, uno de los muchos villanos recurrentes de Los Jóvenes Titanes haciendo su debut en el episodio "La suma de sus Partes" (23 de agosto de 2003) de la serie animada del mismo nombre "Los Jóvenes Titanes" con la voz de Tom Kenny, posterior a eso apareció por primera vez en cómics en Teen Titans Go! Action Figure Cómic #1 (enero de 2004). Él es un mago malvado que es muy hábil en el robo y la magia, y aunque por lo general solo un pequeño ladrón de banco, ha demostrado ser uno de los villanos más difíciles de manejar a veces, pero siempre logra ser derrotado en el final. Tom Kenny lo expresa. Al igual que Harley Quinn o Volcana y a diferencia de muchos otros personajes estos hicieron su primera aparición en series animadas, para luego aparecer en cómics.

## Biografía

### Los Jóvenes Titanes
Mumbo es un hombre mayor semi calvo y muy delgado, el era un pequeño mago, desvalido y lúgubre, que después descubrió un sombrero y una varita de un prestidigitador que le dio verdaderos poderes mágicos, lo que también lo volvía loco pero alegre mago. Posteriormente utilizó sus poderes para el robo común, entrando en conflicto frecuente con los jóvenes titanes. Mumbo llegó a Jump City y comenzó su reinado de travesura. Mumbo comenzó robando cajeros automáticos y jugando con los jóvenes titanes. 
Durante el episodio 5 de la primera temporada "La suma de sus partes" Mumbo se enfrentó con los Titanes después de que había robado una joyería y huyó a un depósito de chatarra. Durante la lucha, Cyborg, cuya célula de energía estaba casi agotada en ese momento, se perdió, y los otros Titanes supusieron que Mumbo lo había tomado como rehén (en realidad, Cyborg había sido encontrado por el ermitaño cibernético Fixit y llevado a su guarida subterránea para reparaciones). Después de que los Titanes hubieran perseguido a Mumbo por toda la ciudad, Robin finalmente logró tomar su varita mágica y romperla, anulando los hechizos de Mumbo, cuando Mumbo fue derrotado y su varita roto, volvió a ser viejo y normal. Cuando Cyborg no apareció, los Titanes regresaron al depósito de chatarra, después de que entregaran a Mumbo a las autoridades, a pesar de las grandes esperanzas de este. 
Mumbo hace una aparición en el episodio exclusivo de Postopia.com The Lost Episode. Mumbo está fuera de la cárcel y está componiendo una orquesta clásica. Mad Mod es uno de los invitados en la audiencia. El concierto de Mumbo es cortado por Punk Rocket que salta y comienza a tocar su autoproclamada música "caótica". Mumbo se escapa como el resto de la audiencia.
Vuelve aparecer en el último episodio de la segunda temporada "Repercusiones 2ª Parte" (solo en un flashback). En algún punto no especificado, Terra, que no era un miembro de los Titanes en ese momento, capturó a Mumbo justo después de que él intentó escapar volando por encima de un banco que él acababa de robar, pero fue impedido por terra.
En el episodio 11 de la tercera temporada "La Conejita Raven... o Cómo Desaparecer un Titanimal" Mumbo fue capturado por los jóvenes titanes robando el banco central de la ciudad. Cuando Raven mostró una falta de aprecio por sus trucos de magia, Mumbo decidió superar su madio. Introdujo a Raven y los Titanes en una dimensión de bolsillo en su sombrero, que es un mundo hecho a su imagen y que su magia es mucho más poderosa. Transformó a los titanes en animales y limitó la habilidad de cambio de forma de Chico Bestia solo a objetos, y se preparó para eliminarlos en el gran final de su propio show de teatro. Con sus poderes perdidos, los Titanes quedaron indefensos, hasta que Raven logró superarlo, engañandolo pintándose a sí misma y a los demás que se combinaban ópticamente con el escenario y para que abriera su jaula donde estaban presos. Esta acción liberó a los Titanes y el botín de Mumbo del sombrero, y Mumbo fue detenido. Preguntó cómo escaparon, pero Raven se negó a decirle, diciendo "un mago nunca revela sus secretos" mientras le guiña el ojo.
Más tarde apareció en episodio 9 de la quinta temporada "Acelerado", Mumbo fue reclutado en la Hermandad del mal. Él participó en la carrera de Ding Dong Daddy para la posesión más secreta de Robin, pero fue sacado en un choque por Red X. En "Titanes Unidos" Cuando Chico Bestia lideró a Pantha, Más, Heraldo y Jerichó en un asalto a la Base de la Hermandad, Mumbo fue derrotado por la forma de Tyrannosaurus de Chico bestia. Mumbo fue visto congelado al final de la batalla.

### Teen Titans Go!
Mumbo apareció en Magic and Misdirection en el número 12. Superó a los cinco titanes y Terra. Se las arregló para crear un piso trampa y Beast Boy cayó en él. Afirmó que quería hacer desaparecer a la Torre de los tianes y Robin lo perseguía. Mientras Cyborg y Raven revisaban la Torre, Terra y Starfire buscaron a Beast Boy. Cyborg y Raven encontraron puntos colgando en la proximidad de la Torre. Se reveló que Mumbo les dirigía mal para revisar la Torre mientras planeaba robar el banco. Mumbo lanzó un hechizo a Robin para hablar al revés. Robin no pudo decirle a Raven y Cyborg. Después de la reagrupación, los Titanes fueron capaces de deducir el motivo ulterior de Mumbo y llevarlo hacia abajo

## Apariencia
El uniforme de Mumbo consiste en la ropa de un mago normal. Lleva un esmoquin de cuello alto negro con una almohadilla blanca en el pecho y una flor amarilla clavada en su pecho. También lleva un sombrero de copa, guantes y una máscara. La máscara que lleva es idéntica a la de Robin y Speedy y sus guantes se asemejan a los de Mickey Mouse. Parece que Mumbo está diseñado como un pastiche de Fenomeniode y el Joker. En realidad es un anciano, pero usa la varita para darse juventud, piel turquesa, pelo blanco y poderes mágicos usualmente convocados a través de estereotipadas palabras y frases mágicas como "Abracadabra", "Alakazam", "abrete sésamo", "Hocus Pocus" y "Mumbo Jumbo". Parece estar celoso de las habilidades mágicas de Raven.

## Poderes y habilidades
Mumbo es un poderoso mago, cuya magia proviene del sombrero y la varita, pero la magia que puede producir, principalmente debido a la naturaleza de su parafernalia y su estado de ánimo, se limita a la magia de la etapa, el conjuro y los efectos cómicos. Esto incluye (pero no se limita a) conjurar masas de flores y tarjetas para atacar o distraer a los opositores, levitar objetos, transformar personas y objetos a voluntad, agrandar su guante para atrapar a su oponente, conjurar trampas de puertas, animar objetos sin vida y haciendo desaparecer los objetos en su sombrero. Su magia es muy versátil y a menudo captura a los Titanes con la guardia baja, permitiéndole dominar a los cinco titanes algunas veces.

### Equipamiento
Su Varita mágica es lo que le brinda sus poderes y resistencia. Su sombrero contiene su propia dimensión de bolsillo que está enteramente bajo su control y hecha en su imagen  en la que la magia de Mumbo es mucho más poderosa, ya que fue capaz de convertir a los Titanes en animales (y Beast Boy en una lámpara), anular sus poderes, y declaró que los haría desaparecer para siempre (borrarlos de la existencia).

## Debilidades
Dependencia de la varita mágica: Si la varita mágica de Mumbo se rompe, inmediatamente pierde todos sus poderes, vuelve a su ser normal, y todos sus trucos se deshacen.

## Apariciones

### Los Jóvenes Titanes
- Temporada 1
- La suma de sus partes (debut)

- Temporada 2
- ¿Qué Tan Largo es Para Siempre? (solo como un despertador)
- Repercusiones (2ª Parte) (Cameo en un flashback)

- Temporada 3
- Estallido (solo como un despertador)
- La Conejita Raven... o Cómo Desaparecer un Titanimal

- Temporada 4
- Mamá Puedo (solo como un despertador)

- Temporada 5
- El Regreso (2ª Parte) (cameo)
- Acelerado
- Todos Unidos

-Episodio especial
- El Episodio Perdido (Visto en su forma normal)

### Teen Titans Go!
- Magic & Misdirection
- Cuando Chibis Attack (Cameo)
- ¿Quién quiere pastel? (Cameo)
- La historia deportiva más extraña jamás contada
- Invierno

## En otros medios

### Cómics
A pesar de que se dijo que Mumbo era un personaje único creado para el show, pero una reacción positiva de los audiencia influyó en otras apariciones. Mambo hace varias apariciones en diferente cómics de los jóvenes titanes o algunos relacionados en ellos. La siguiente lista muestra todas sus apariciones:
- Teen Titans Go! Action Figure Cómic #1 (enero de 2004)
- Teen Titans Go! #12 - Magic & Misdirection (1 de diciembre de 2004)

Mumbo Jumbo appears in 5 issues in this volume.
- Teen Titans Go! #18 - When Chibis Attack (1 de junio de 2005)
- Teen Titans Go! #29 - Who Wants Pie? (1 de mayo de 2006)
- Teen Titans Go! #33 - The Strangest Sports Story Ever Told (1 de septiembre de 2006)
- Teen Titans Go! #37 - Winterlude (1 de enero de 2007)
- Teen Titans Go! Titans Together! Vol.6 #1 (noviembre de 2007)
- DC Nation FCBD Super Sampler #1 Rough Seas; Magic & Misdirection (julio de 2013
- Batman, Incorporated#13 - The Dark Knight and the Devil's Daughter (septiembre de 2013)
- Absolute Batman, Incorporated #1 (enero de 2015)
- Teen Titans Go! #31 - Chapter Thirty-One (mayo de 2016)
- Teen Titans Go! #16 - (agosto de 2016)
- Teen Titans Go! Mumbo Jumble Vol.3 #1 (enero de 2017)[6]

### Videojuegos
- En el juego Teen Titans creado para PlayStation 2, Xbox y Nintendo GameCube, lanzado en 2006. El es uno de los jefes además, en el modo "Master of Games", el jugador puede enfrentarse a otros jugadores y oponentes controlados por computadora, Mumbo es uno de los personajes a enfrentar.[7]

## Curiosidades
- Mumbo tiene un parecido impresionante, y podría haber sido inspirado por, el Gran HooDoo del programa de televisión de los años 70 Lidsville, ya que ambos son magos villanos, ambos tienen una voz similar over-the-top, y ambos tienen un color de piel antinatural verde respectivamente). Además, el episodio "La Conejita Raven... o Cómo Desaparecer un Titanimal" cuenta con los titanes entrando en el sombrero de Mumbo, al igual que la trama de Lidsville en la que un muchacho llamado Mark cae en el sombrero del Gran HooDoo y termina en la ciudad titular. La naturaleza surrealista de ambos es también una similitud. Tom Kenny también jugó Ellis, una parodia de HooDoo, en el bosquejo del Sr. Show "El estado alterado de Drugachussetts".
- Él es uno de los cinco villanos que han llorado antes de ser capturado. Los otros cuatro son Kitten, Warp, Soto y Punk Rocket.
- La única temporada Mumbo no hace una aparición física en la temporada 4, pero hay un reloj de alarma Mumbo en la temporada 4 en la Torre de los Titanes.
- Mumbo tiene el nombre de otro personaje de la serie Banjo-Kazooie. Este Mumbo usa magia y ha transformado a los personajes principales en animales también.
- Derrick J. Wyatt dijo que Bezel de Ben 10 Omniverse es el paralelo de Mumbo en la realidad de Ben 10.[8] Bezel y Mumbo son expresados por Tom Kenny, ambos pueden usar la magia real, pero tienen una atracción a la magia de la etapa, y comparten un diseño similar del cuerpo. La principal diferencia es que Bezel ya podía usar la magia real, pero se desilusionó por ella, y tomó una brillante magia de escenario, mientras que Mumbo fue un mago de escena que obtuvo un par de objetos mágicos.[9]